# Carlos Diarte
Pour les articles homonymes, voir Carlos Martínez et Martínez.
Carlos Martínez Diarte dit Lobo (né le 26 janvier 1954 à Asuncion, mort le 29 juin 2011) est un footballeur et entraîneur paraguayen.

## Biographie
En tant qu'attaquant, Carlos Diarte fut international paraguayen à 45 reprises.
Il joua dans un club paraguayen (Club Olimpia), quatre clubs espagnols (Real Saragosse, Valence CF, UD Salamanca et Real Betis) et un club français (AS Saint-Étienne). Il remporta une coupe du roi avec en Valence CF, un championnat paraguayen en 1971 et une D2 française en 1985.
Il entama une carrière d'entraîneur : il dirigea des clubs espagnols dont le Valence CF et paraguayens et fut sélectionneur de l'Équipe de Guinée équatoriale de juillet 2009 à décembre 2010.

## Clubs

### En tant que joueur
- 1971-1973 :  Club Olimpia
- 1973-1977 :  Real Saragosse
- 1977-1979 :  Valence CF
- 1979-1980 :  UD Salamanca
- 1980-1983 :  Real Betis
- 1983-1986 :  AS Saint-Étienne
- 1986-1987:  Club Olimpia

### En tant qu'entraîneur
- 1997-1998 :  Atlético Madrid B
- 1998-1999 :  UD Salamanque
- 2002-janvier 2003 :  Gimnàstic de Tarragona
- Club Atlético Colegiales
- Club Guaraní
- Club Olimpia (entraîneur-adjoint)
- novembre 2008-2009 :  Calpe Club de Fútbol
- juillet 2009-décembre 2010 :  Guinée équatoriale

## Palmarès
- Coupe d'Espagne de football

- - Vainqueur en 1979
  - Finaliste en 1976
- Championnat de France de football D2
  - Champion en 1985 (groupe B)
- Championnat du Paraguay de football
  - Champion en 1971